# حكمت عمر مخيلف الحديثي
الدكتور حكمت عمر مخيلف الحديثي هو اقتصادي عراقي. توفي في مدينة عمان في 26 نيسان 2018.
الدكتور حكمت عمر مخيلف الحديثي حاصل على شهادة البكالوريوس في الإدارة والاقتصاد، وشهادة الدكتوراه في الاقتصاد، شغل منصب رئيس الديوان الرقابة المالية للفترة من 14 تشرين الأول 1984 إلى 23 أيلول 1987.
ولد الدكتور حكمت عمر مخيلف الحديثي في مدينة حديثة في محافظة الانبار في عام 1937
التحصيل الدراسي
حصل الدكتور حكمت عمر مخيلف الحديثي على بكالوريوس ادارة و اقتصاد من جامعة بغداد كلية الاقتصاد عام 1961
في عام 1962 اصبح مدرس في ثانوية الفلوجة و منذ عام 1962 الى عام 1964 اصبح مدير ثانوية حديثة
و منذ عام 1964 الى عام 1969 درس و حصل على شهادة الماجستير في الاقتصاد من جامعة واشنطن و حصل على شهادة الدكتوراه من جامعة نورث كارولاينا بالتخطيط الاقليمي
عاد الى العراق و درس في معهد التخطيط الاقليمي و الحضري ثم اصبح مدير مركز التخطيط الاقليمي الحضري
و في عام 1973-1974 شغل منصب مدير عام في وزارة البلديات و مدير عام في وزارة التخطيط
من عام 1975 الى عام 1979 شغل منصبين مختلفين
حيث شغل منصب وزير بلديات من عام 1975 الى عام 1977 و مدير عام معهد التخطيط الاقليمي التابع الى ديوان الرئاسة الجمهورية
من عام 1980 الى 1984 شغل منصب مستشار رئيس الجمهورية العراقية لشوؤن الاقتصاد
و ايضا في عام 1984 اصبح ممثل العراق الدائم في هئية الامم المتحدة لشوؤن البيئة الكائن في العاصمة الاردنية عمان لمدة 4 الى 6 اشهر 
من عام 1984 الى عام 1987 شغل منصب رئيس ديوان الرقابة المالية العراقية و بعدها في عام 1987 شغل منصب وزير المالية العراقية الى عام 1989
في عام 1991 سبتمبر 1 طلب منه رئيس الجمهورية في داره في منطقة العامرية ان يعود الى وزارة المالية ولكنه رفض الطلب
و في شتاء عام 1997 طلب منه رئيس الجمهورية في دارة في منطقة دور الرئاسة الخاصه ان يكون الدكتور حكمت عمر مخيلف الحديثي رئيس وزراء العراق و لكنه رفض الطلب و كانت الرساله بيد طاهر توفيق العاني
في عام 1993 مثل العراق للجنة الاقتصادية في مؤتمر القاهرة بعد الحصار الجائر على العراق 
تم تكريمه في عام 2010-2011 من قبل صندوق النقد الدولي لانزه رئيس ديوان رقابة مالية في تاريخ العراق و كان في وقت  الدكتور عبدالباسط تركي سعيد الحديثي الذي كان يشغل نفس المنصب 
المناصب الادارية و الدولية
1 - مندوب العراق في منظمة الاسكوا
2 - ممثل العراق في صندوق التنميه الخليجي
3 - نائب الامين العام للامم المتحده لشوؤن البيئة عام 1984
4 - اختير رئيس منظمة الاسكوا عام 1984
5 - مندوب العراق و رئيس لجنة الاقتصاديه الحديثه في منظمة الاسكوا من عام 1990 الى 1992
6 - رئيس منظمة الجانب العراقية في منظمة البيئة عام 1977 - 1978 في كندا
7 - رشح رئيس المنظمة الاقليمية التابعه للامم المتحده و مقرها الاردن عام 1979-1980